# Bengalla bertmaini
Bengalla bertmaini là một loài nhện trong họ Ctenidae.
Loài này thuộc chi Bengalla. Bengalla bertmaini được miêu tả năm 2001 bởi Gray & Thompson.